# Nadarți, Smolean
Nadarți (în bulgară Надарци) este un sat în comuna Smolean, regiunea Smolean,  Bulgaria. 

## Demografie
Componența etnică a satului Nadarți
     Nicio identificare (100%)
     Altele (0%)
La recensământul din 2011, populația satului Nadarți era de 5 locuitori. . Pentru 100% din locuitori nu este cunoscută apartenența etnică.